# Илија Кајтез
Илија Кајтез (Пољице (Дрвар), 16. јануар 1961) српски је социолог, филозоф, педагог, књижевник и пуковник у пензији. Бивши је начелник катедре друштвених наука и редовни професор социологије на Војној академији у Београду. Пензионисан је у чину пуковника. Од 2025. декан је Факултета политичких студија (Факултет за међународне односе, дипломатију и безбедност) Универзитета Сингидунум у Београду.
Аутор је обимне монографије Мудрост и мач: филозофи о тајнама мира и рата, која је преведена и издата и на енглеском,  француском, немачком, шпанском, португалском, италијанском, пољском и холандском (фламанском) језику и уредник међународне електронске библиотеке „Философија рата и мира”.

## Биографија
Образовање
Кајтез је основну школу завршио у Шајкашу поред Новог Сада. Завршио је затим Ваздухопловну гимназију „Маршал Тито” у Мостару и Ваздухопловну војну академију у Земунику (Задар). Дипломирао је, уз посао, смер филозофија и социологија на Филозофском факултету у Задру, а на Факултету политичких наука у Београду магистрирао је политичку социологију темом „Нацизам и усташтво — генеалогија зла” 1997. године и докторирао темом „Радикализам и жртве — случај Октобарске револуције (антрополошко-политиколошка анализа)” 2004. године.
Стручно-научна каријера
Од 1991. године налази се у Војној академији у Београду где је предавао филозофију (1991—1998), социологију (од 1998—2016), а био и начелник Центра страних језика (2005—2007) и начелник Катедре друштвених наука (2007—2015). На Факултету безбедности у Београду држао је наставу из предмета Доктрине ненасиља (2008—2014).
Радио је на Факултету за међународну политику и безбедност Универзитета „Унион — Никола Тесла” у Београду (2015-2024). Предавао је Социологију и Филозофију на основним академским студијама, Доктрине ненасиља на мастер академским студијама и Полемологију и иринологију на докторским студијама. Тренутно ради на Факултету за међународне односе, дипломатију и безбедност на Сингидунум универзитету у Београду где предаје Основе социологије, Социологију политике, Упоредне политике и Политичке идеологије. Изабран је 2025. године за декана Факултета за политичке студије и безбедност (међународни односи, дипломатија и безбедност) Универзитета Сингидунум у Београду.
Осим монографија, објављује филозофске есеје, научне расправе и приче у часописима: Јавност, Војска, Педагошка стварност, Сварог, Одбрана, Православље, Хришћанска мисао, Студеничка академија, Вечерње новости, Православни катихета, Кораци, Политика, Српска слободарска мисао, Теме, Национални интерес, Печат, Напредак, Николајеве студије, Нова Зора и другим.
Проглашен је за најбољег сарадника часописа Војни информатор за 2003. годину и најбољег наставника Војне академије за 2012. годину. Радио је 2004 године у Тиму за реформе Министарства одбране. Уређује електронску библиотеку „Философија рата и мира” на сајту Пројекат Растко. Био је у два сазива члан Сената Универзитета одбране у Београду. Члан је Удружења књижевника Србије.  У Биографском речнику Шајкашке аутора Бошка Брзића, Нови Сад 2013. направљен је приказ његове биографије на 201 страни.

## Изабрана библиографија
Монографије
- Смисао и траг (филозофски есеји), „Offset Print”, Нови Сад, 2000.(стр.324.)
- Револуционарно насиље — химна слободи или апологија зла (монографија), Универзитет/Факултет безбедности и „Службени гласник”, Београд. 2009.(стр.370.)  978-86-519-0085-6.
- Мудрост и мач: филозофи о тајнама мира и рата (монографија), МЦ „Одбрана”, Београд. 2012. (стр.748.)  978-86-335-0365-5.
- Човек и тајна (есеји), „Добротољубље”, Београд. 2015.(стр.328.)  978-86-6453-000-2.[3]
- Wisdom and Sword,Volume I-Ancient and Medieval Philosophers on the Secrets of War and Peace, „LAP-Lambert Academic Publishing”, Saarbrucken, Germany, 2016, (str.393.) ISBN 978-3-659-95488-7 (na engleski preveo MA Dragan Stanar)
- Wisdom and Sword,Volume II-Philosophers of the New Age on the Riddles of War and Peace, „LAP-Lambert Academic Publishing”, Saarbrucken, Germany, 2017,(str.409.) ISBN 978-3-330-08390-5 (na engleski preveo MA Dragan Stanar)
- „Wisdom and Sword Volume III, Modern Philosophers and Russian Philosophers and Sages on the Mysteries of War and Peace”,„LAP-Lambert Academic Publishing”, Saarbrucken, Germany, 2018,(str.226.)  978-3-330-02393-2, (na engleski preveo dr Dragan Stanar)
- Мисао и космос — човек у потрази за смислом живота (филозофски есеји), „Добротољубље”, Београд, 2018. (стр 501.)  978-86-6453-006-4.[4][5]
- Социологија (уџбеник за кадете Војне академије), МЦ „Одбрана”, Београд. 2019. (стр.856.)  978-86-335-0593-2.
- Смисао и траг — Човек разапет између тврде Земље и хладних Звезда (филозофски есеји), „Добротољубље”, Београд. 2019.(стр.565.)  978-86-6453-015-6.
- Љубан Каран, Илија Кајтез: Јован Милановић: највећи српски обавештајац , „Филип Вишњић”, Београд. 2023.(стр.466.)  978-86-6309-286-0.